# Senyoria de Cornelhan
La senyoria de Cornelhan fou una jurisdicció feudal centrada al castell de Cornelhan - Corneilhan en francès - a l'Erau, feudatària dels vescomtes de Besiers. La família senyorial, apareix al segle x, com feudatària dels vescomtes de Besiers i eren d'origen franc potser de Roergue. El 1080 van fundar el priorat de Cassan; Sant Guerau, que fou prior, fou després bisbe de Besiers (1121). Al segle xii va donar nombrosos prohoms al servei dels vescomtes i de la religió especialment als capítols de les catedrals de Besiers i d'Agde. Es va dividir en diverses branques a Corneilhan i Besiers, a Saint Nazaire de Ladarez i Causses (que va emigrar a Carcassona). Van participar en la croada i van perdre els seus drets a la baixa i alta justícia a Cornelhan, que van passar al rei (segle xiii). La família va subsistir fins al 1943. El feu estava ja dividit el segle xiii i una part va passar als Thézan i al segle xvi fou comprada per la família Lathenay i per successius enllaços va arribar al segle xviii als Plessier de Picardia, que van perdre els drets en un litigi davant Gleizes de Lablanque, jutge de Besiers, i M. de Barrès, advocat de Besiers; la seva hereva, propietària del castell i altres terres, les va vendre a trossos a la meitat del segle xix.